# Rajd Mecsek
Rajd Mecsek – organizowany od 1967 roku asfaltowy rajd samochodowy z bazą w Peczu k. gór Mecsek. Od 2011 roku stanowi eliminację Intercontinental Rally Challenge. Równolegle organizowany jest także Historyczny Rajd Mecsek.

## Historia
Początkowo Rajd Mecsek był organizowany przez Pécsi Volán Sport Club. Rajd przyciągał wielu widzów, a jego trasy biegły także przez centrum Peczu. Główny plac miasta, Plac Széchenyi, służył jako parc ferme.
Przed transformacją ustrojową większość zespołów sama przerabiała swoje samochody, nie wykorzystując zachodnich technologii.

## Zwycięzcy
Źródło: 
| Sezon | Kierowca          | Pilot             | Samochód                  |
| ----- | ----------------- | ----------------- | ------------------------- |
| 1967  | János Czira       | Attila Palotai    | BMW 700                   |
| 1968  | János Kesjár      | János Kesjár jr   | NSU TTS                   |
| 1969  | Attila Ferjáncz   | Jenõ Zsemberi     | Renault 8 Gordini         |
| 1970  | Attila Ferjáncz   | Jenõ Zsemberi     | Renault 8 Gordini         |
| 1971  | Attila Ferjáncz   | Jenõ Zsemberi     | Renault 8 Gordini         |
| 1972  | Attila Ferjáncz   | Jenõ Zsemberi     | Renault 12 Gordini        |
| 1973  | Attila Ferjáncz   | Jenõ Zsemberi     | Renault 12 Gordini        |
| 1974  | Attila Ferjáncz   | Jenõ Zsemberi     | Renault 12 Gordini        |
| 1975  | Attila Ferjáncz   | Ferenc Iriczfalvy | Renault 17 Gordini        |
| 1976  | Attila Ferjáncz   | Ferenc Iriczfalvy | Renault 17 Gordini        |
| 1977  | Kovács            | Kiss              | Łada 21011                |
| 1978  | Attila Ferjáncz   | dr János Tandary  | Renault 5 Alpine          |
| 1980  | Attila Ferjáncz   | dr János Tandary  | Renault 5 Alpine          |
| 1981  | Ferenc Wirtmann   | László Schreer    | Ford Escort               |
| 1982  | Václav Pech       | Janacek           | Škoda 130 RS              |
| 1983  | Václav Pech       | Soukup            | Škoda 130 RS              |
| 1984  | László Ranga      | Árpád Kurcz       | Łada                      |
| 1985  | Attila Kákonyi    | Ferenc Tóth       | Łada                      |
| 1986  | László Ranga      | Árpád Kurcz       | Łada                      |
| 1987  | László Ranga      | Mihály Dudás      | Łada VFTS                 |
| 1988  | Attila Ferjáncz   | dr János Tandary  | Audi 90                   |
| 1989  | Tamás Szabó       | Ferenc Gergely    | BMW M3                    |
| 1990  | László Ranga      | Mihály Dudás      | Lancia Delta Integrale    |
| 1991  | László Ranga      | Ernõ Büki         | Lancia Delta Integrale    |
| 1992  | László Ranga      | Ernõ Büki         | Lancia Delta Integrale    |
| 1993  | János Tóth jr     | György Papp       | Toyota Celica 4WD         |
| 1994  | László Ranga      | Ernõ Büki         | Lancia Delta HF Integrale |
| 1995  | Attila Ferjáncz   | Csaba Tóth        | Ford Escort RS Cosworth   |
| 1996  | László Ranga      | Ernõ Büki         | Subaru Impreza 555        |
| 1997  | Zoltán Batho      | Tamás Kosztolányi | Subaru Impreza 555        |
| 1998  | Tibor Érdi        | István Varga      | Toyota Celica GT Four     |
| 1999  | Ferenc Kiss       | Ernõ Büki         | Subaru Impreza WRC        |
| 2000  | Tibor Érdi        | István Varga      | Subaru Impreza WRX        |
| 2001  | Tamás Szeleczky   | László Penderik   | Ford Escort WRC           |
| 2002  | Tibor Érdi        | István Varga      | Subaru Impreza WRC        |
| 2003  | János Tóth jr     | Imre Tóth         | Peugeot 206 WRC           |
| 2004  | Tamás Turi        | István Kerék      | Škoda Octavia WRC         |
| 2005  | Tamás Turi        | István Kerék      | Škoda Octavia WRC         |
| 2006  | Balázs Benik      | István Varga      | Ford Focus WRC            |
| 2007  | Balázs Benik      | István Varga      | Ford Focus WRC            |
| 2008  | Csaba Spitzmüller | Miklós Kazár      | Mitsubishi Lancer WRC     |
| 2009  | Frigyes Turán     | Gábor Zsiros      | Peugeot 307 WRC           |
| 2010  | Zsolt Kakuszi     | Csaba Kakuszi     | Ford Fiesta S2000         |
| 2011  | Jan Kopecký       | Petr Starý        | Škoda Fabia S2000         |